# Women's International Grand Prix 1974
Il Women's International Grand Prix 1974 è stato un circuito di tornei di tennis femminili che si affiancava al contemporaneo Commercial Union Assurance Grand Prix che comprendeva i tornei maschili. Questo circuito è stato organizzato direttamente dall'International Lawn Tennis Federation e comprendeva 3 tornei del Grande Slam, escluso lo US Open appartenente al Virginia Slims Circuit e i tornei cosiddetti open. Il Grand Prix femminile si affiancava al Virginia Slims Circuit.

## Calendario

### Gennaio
| Settimana                    | Torneo                                                                         | Vincitrici                                         | Finaliste                        | Semifinaliste | Eliminate ai quarti |
| ---------------------------- | ------------------------------------------------------------------------------ | -------------------------------------------------- | -------------------------------- | ------------- | ------------------- |
| 26 dicembre 1973 2 settimane | Australian Open 1974 Melbourne, Australia Erba Singolare - Doppio              | Evonne Goolagong Cawley 7-6 4-6 6-0                | Chris Evert                      |               |                     |
| 26 dicembre 1973 2 settimane | Australian Open 1974 Melbourne, Australia Erba Singolare - Doppio              | Evonne Goolagong Cawley Peggy Michel 7–6, 4–6, 6–0 | Kerry Harris Kerry Melville Reid |               |                     |
| 29 dicembre 1973             | New South Wales Open gennaio 1974 Sydney, Australia Cemento Singolare - Doppio | Karen Krantzcke 6-2 6-3                            | Evonne Goolagong Cawley          |               |                     |
| 29 dicembre 1973             | New South Wales Open gennaio 1974 Sydney, Australia Cemento Singolare - Doppio | Ann Kiyomura Kazuko Sawamatsu 6-3, 6-3             | Janet Fallis Pam Whytcross       |               |                     |

### Febbraio
Nessun evento

### Marzo
Nessun evento

### Aprile
| Settimana | Torneo                                                                 | Vincitrici                           | Finaliste                            | Semifinaliste | Eliminate ai quarti |
| --------- | ---------------------------------------------------------------------- | ------------------------------------ | ------------------------------------ | ------------- | ------------------- |
| 29 aprile | Family Circle Cup 1974 Hilton Head, USA Terra verde Singolare - Doppio | Chris Evert 6-1 6-3                  | Kerry Melville Reid                  |               |                     |
| 29 aprile | Family Circle Cup 1974 Hilton Head, USA Terra verde Singolare - Doppio | Rosie Casals Ol'ga Morozova 6-2, 6-1 | Helen Gourlay-Cawley Karen Krantzcke |               |                     |

### Maggio
| Settimana | Torneo                                                                   | Vincitrici                                   | Finaliste                           | Semifinaliste | Eliminate ai quarti |
| --------- | ------------------------------------------------------------------------ | -------------------------------------------- | ----------------------------------- | ------------- | ------------------- |
| 20 maggio | WTA German Open 1974 Amburgo, Germania Terra rossa Singolare - Doppio    | Helga Niessen Masthoff 6-4 5-7 6-3           | Martina Navrátilová                 |               |                     |
| 20 maggio | WTA German Open 1974 Amburgo, Germania Terra rossa Singolare - Doppio    | Raquel Giscafré Helga Schultze-Hösl 6-3, 6-2 | Martina Navrátilová Renáta Tomanová |               |                     |
| 25 maggio | Internazionali d'Italia 1974 Roma, Italia Terra rossa Singolare - Doppio | Chris Evert 6-3 6-3                          | Martina Navrátilová                 |               |                     |
| 25 maggio | Internazionali d'Italia 1974 Roma, Italia Terra rossa Singolare - Doppio | Chris Evert Ol'ga Morozova walkover          | Helga Niessen Masthoff Heide Orth   |               |                     |

### Giugno
| Settimana               | Torneo                                                                                    | Vincitrice                                         | Finalista                                                    | Semifinaliste | Eliminate ai quarti |
| ----------------------- | ----------------------------------------------------------------------------------------- | -------------------------------------------------- | ------------------------------------------------------------ | ------------- | ------------------- |
| 3 giugno 2 settimane    | Open di Francia 1974 Parigi, Francia Terra rossa Singolare - Doppio - Misto               | Chris Evert 6-1 6-2                                | Ol'ga Morozova                                               |               |                     |
| 3 giugno 2 settimane    | Open di Francia 1974 Parigi, Francia Terra rossa Singolare - Doppio - Misto               | Chris Evert Ol'ga Morozova 6–4, 2–6, 6–1           | Gail Sherriff Chanfreau Lovera Katja Burgemeister Ebbinghaus |               |                     |
| 17 giugno               | Eastbourne John Player 1974 Eastbourne, Gran Bretagna Erba Singolare - Doppio             | Chris Evert 7-5 6-4                                | Virginia Wade                                                |               |                     |
| 17 giugno               | Eastbourne John Player 1974 Eastbourne, Gran Bretagna Erba Singolare - Doppio             | Helen Gourlay-Cawley Karen Krantzcke 6-2 6-0       | Chris Evert Ol'ga Morozova                                   |               |                     |
| 24 giugno (2 settimane) | Torneo di Wimbledon 1974 Wimbledon, Londra, Gran Bretagna Erba Singolare - Doppio - Misto | Chris Evert 6-0 6-4                                | Ol'ga Morozova                                               |               |                     |
| 24 giugno (2 settimane) | Torneo di Wimbledon 1974 Wimbledon, Londra, Gran Bretagna Erba Singolare - Doppio - Misto | Evonne Goolagong Cawley Peggy Michel 2–6, 6–4, 6–3 | Helen Gourlay-Cawley Karen Krantzcke                         |               |                     |

### Luglio
Nessun evento

### Agosto
| Settimana | Torneo                                                                            | Vincitrice                                            | Finalista                      | Semifinaliste | Eliminate ai quarti |
| --------- | --------------------------------------------------------------------------------- | ----------------------------------------------------- | ------------------------------ | ------------- | ------------------- |
| 5 agosto  | US Clay Court Championships 1974 Indianapolis, USA Terra rossa Singolare - Doppio | Chris Evert 6-0 6-0                                   | Gail Sherriff Chanfreau Lovera |               |                     |
| 5 agosto  | US Clay Court Championships 1974 Indianapolis, USA Terra rossa Singolare - Doppio | Gail Sherriff Chanfreau Lovera Julie Heldman 6–3, 6–1 | Chris Evert Jeanne Evert       |               |                     |
| 12 agosto | Canada Open 1974 Toronto, Canada Terra rossa Singolare - Doppio                   | Chris Evert 6-0 6-3                                   | Julie Heldman                  |               |                     |
| 12 agosto | Canada Open 1974 Toronto, Canada Terra rossa Singolare - Doppio                   | Gail Sherriff Chanfreau Lovera Julie Heldman 6-3, 6-4 | Chris Evert Jeanne Evert       |               |                     |

### Settembre
Nessun evento

### Ottobre
Nessun evento

### Novembre
| Settimana   | Torneo                                                                     | Vincitrici                              | Finaliste                                       | Semifinaliste | Eliminate ai quarti |
| ----------- | -------------------------------------------------------------------------- | --------------------------------------- | ----------------------------------------------- | ------------- | ------------------- |
| 18 novembre | South African Open 1974 Johannesburg, Sudafrica Cemento Singolare - Doppio | Kerry Melville Reid 6-3 7-5             | Dianne Fromholtz Balestrat                      |               |                     |
| 18 novembre | South African Open 1974 Johannesburg, Sudafrica Cemento Singolare - Doppio | Ilana Kloss Kerry Melville Reid 6-3 7-5 | Margaret Smith-Court Dianne Fromholtz Balestrat |               |                     |

### Dicembre
Nessun evento